# Стратифікація атмосфери
Стратифіка́ція атмосфе́ри — розподіл температури в атмосфері з висотою.
Вона може бути
- стійкою — вертикальний градієнт температури менший від адіабатичного,
- нестійкою — більше адіабатичного
- чи байдужою — дорівнює адіабатичному.

Нестійка стратифікація підтримує розвиток конвекції і хмарності.